# Kazimierz Paweł Janczykowski
Kazimierz Paweł Janczykowski (ur. 25 stycznia 1888 w Metelinie, zm. 15 kwietnia 1972 w Chełmie) – etnograf, geograf i regionalista chełmski. Nauczyciel ówczesnego gimnazjum im. Stefana Czarnieckiego w Chełmie.

## Życiorys
Urodził się w starym dworku w Metelinie, 5 km od Hrubieszowa. Gdy miał dwa lata, umarł jego ojciec. W wieku 7 lat zaczął uczęszczać do prywatnej szkoły Lebiedińskiego, gdzie przygotowywano go do nauki w rosyjskim gimnazjum rządowym. W styczniu 1905 brał udział w strajku szkolnym. 20 czerwca 1908 otrzymał świadectwo dojrzałości bez praw do pracy w Rosji. Wyjechał na studia do Monachium, na wydział lekarski, jednak po paru miesiącach zmuszony był przenieść się do Pragi. W 1909 wrócił do Lublina. W 1912 udał się do Petersburga, gdzie zaczął studiować na uniwersytecie wychowania fizycznego. W sierpniu 1912 ożenił się z Polką, nauczycielką języka polskiego. W 1918 powrócił do Polski. Od 1918 współpracował z Wiktorem Ambroziewiczem, jednym z najbardziej zasłużonych dyrektorów I Liceum Ogólnokształcącego im. Stefana Czarnieckiego w Chełmie i założycielem Muzeum Chełmskiego. W 1928 został jego kustoszem. Dzięki jego staraniom powstał rezerwat przyrody Stawska Góra. Jest autorem hymnu I Liceum w Chełmie. Założył Towarzystwo Miłośników Ziemi Chełmskiej.
Podsumowaniem aktywności Kazimierza Pawła Janczykowskiego na rzecz Chełma może być następująca wypowiedź Zbigniewa Lubaszewskiego, regionalisty, obecnego prezesa Chełmskiego Oddziału Polskiego Towarzystwa Turystyczno-Krajoznawczego (cytowana za: Zbigniew Waldemar Okoń 6.6.2022):
„Kazimierz Paweł Janczykowski (…) swoje zdolności i pasje związał z ziemią chełmską, której pozostał wierny do końca życia. Dzięki różnorodnej działalności, prowadzonej w oparciu o szerokie zainteresowania, w orbicie których mieściła się przyroda, historia, archeologia, etnografia i literatura, już w okresie międzywojennym był postacią znaczącą. Organizował przedsięwzięcia sportowe i turystyczne. Prowadził badania archeologiczne i gromadził materiały historyczne i etnograficzne, poszerzające zbiory Muzeum Ziemi Chełmskiej, noszącego od 1930 roku imię Wiktora Ambroziewicza. Zaistniał również jako autor publikacji krajoznawczych, takich jak „Szlak wędrowny po powiecie chełmskim”, wydany w częściach na łamach lokalnego tygodnika „Kronika Nadbużańska” oraz w formie odbitki, do dzisiaj inspirujących wszystkich podejmujących trud opisu i upowszechniania wiedzy o dziejach oraz walorach historyczno-przyrodniczych Chełma i regionu. Swą wieloraką działalność kontynuował po II wojnie światowej, stając się jedną z głównych postaci chełmskiego życia społecznego i kulturalnego." (Zbigniew Lubaszewski, 50. rocznica śmierci Kazimierza Janczykowskiego, „Nowy Tydzień”, Nr 15 (852), 11-18 kwietnia 2022 r., s. 16.”
Zmarł 15 kwietnia 1972, został pochowany na Cmentarzu przy ulicy Lwowskiej w Chełmie.

## Ordery i odznaczenia
- Krzyż Oficerski Orderu Odrodzenia Polski (1957)
- Złoty Krzyż Zasługi (11 listopada 1936)[3]
- Srebrny Krzyż Zasługi
- Odznaka tytułu honorowego „Zasłużony Nauczyciel PRL” (1963)
- Odznaka „Zasłużony Działacz Kultury”
- Odznaka „Zasłużony Działacz Turystyki”

## Upamiętnienie

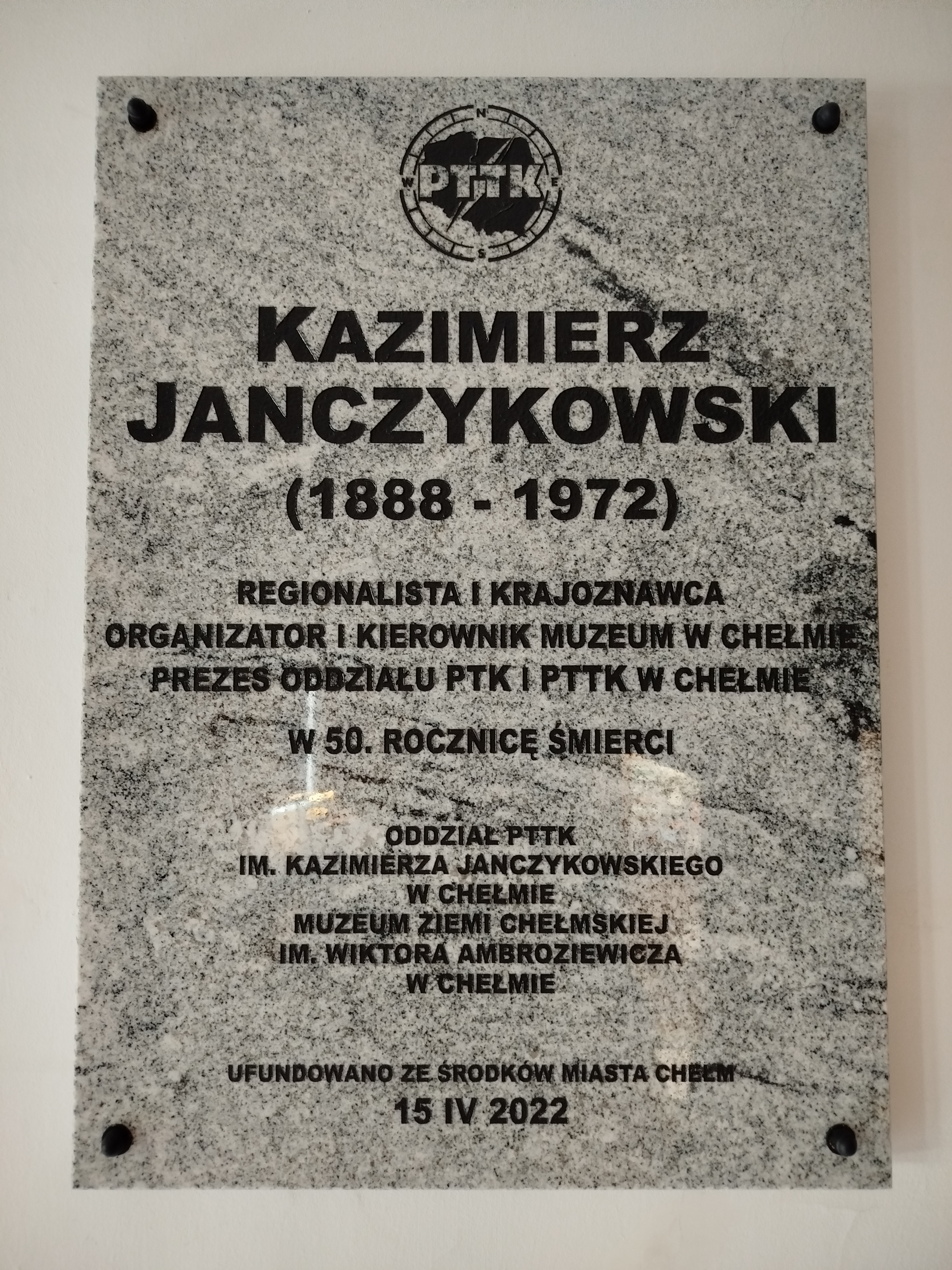
Upamiętniająca Kazimierza Janczykowskiego tablica wewnątrz Muzeum Ziemi Chełmskiej (ul. Lubelska 57)

Kazimierz Paweł Janczykowski w latach 1986-2017 był patronem SP nr 6, a następnie ZSO nr 6 w Chełmie.
14 kwietnia 2022 roku w Muzeum Ziemi Chełmskiej (ul. Lubelska 57) odsłonięto tablicę pamiątkową ku czci Kazimierza Janczykowskiego. 
Od 14 kwietnia do końca maja 2022 roku w Muzeum Ziemi Chełmskiej była dostępna wystawa „Kazimierz Paweł Janczykowski – regionalista i krajoznawca”. 

## Z pamiętnika Kazimierza Pawła Janczykowskiego

### Za granicą
Wyjechałem za granicę na wydział lekarski, najpierw do Monachium, a po paru miesiącach, ponieważ nie byłem zachwycony Niemcami, przeniosłem się do Pragi Czeskiej. W końcu 1909 r. wróciłem do Lublina i tu otrzymałem list od siostry Heleny z Petersburgu, dokąd po wyjściu za mąż wyjechała z mężem Budkiewiczem (syn ich prof. Doktor Mieczysław jest obecnie prorektorem Akademii G H w Krakowie). Siostra zapraszała mnie, obiecując pomoc materialną. Matka umarła mi, kiedy miałem lat 10, w 1898 r. Rozpoczęło się dla mnie teraz ciężkie życie, a od III klasy utrzymanie moje było zależne od podaży korepetycji. Miałem opinię dobrego korepetytora i dobrych lekcji miałem zawsze dość.
W Petersburgu powiodło mi się. W 1912 r. został otwarty Instytut WF. Przyjęto mnie na podstawie mojej polskiej matury i wziąłem się solidnie do pracy. Trzy semestry, przerobione na wydziale lekarskim w Pradze, bardzo się teraz przydały. Instytut był wzorowany na systemie Linga. Ukończyłem go w 1914 r. i po rocznej pracy w instytucie zostałem wyznaczony do Kuratorium Okręgu Szk. w Kazaniu, jako kierownik Kursu doskonalenia kadr nauczycieli W.F. szkół średnich. W jesienie przyjeżdżałem do Syzrania, gdzie miałem etat nauczyciela WF. W Kazaniu wydałem podręcznik (po rosyjsku) dla nauczycieli WF pt. „Teoria ćwiczeń W.F.”. Kazan, 1916 r. Okres „nad Wołgą” to chyba najciekawszy odcinek mojego życia. Wszak w głębi Rosji przeżyłem okropności Rewolucji Październikowej i nie ma czasu na pobieżne choćby streszczenie tego wszystkiego, cośmy przeżyli.
W sierpniu 1912 r. ożeniłem się z kresowianką, nauczycielką historii w polskim gimnazjum św. Katarzyny w Pitrze. W Syzraniu żona moja została kierowniczką szkoły dla dziewczyn polskich kolejarzy ewakuowanych z Królestwa w głąb Rosji. Po zawarciu pokoju w Brześciu kolejarze mogli wracać do kraju. Ogłoszono powrót, a na liście widniało nazwisko nauczycielki szkoły z rodziną. Materialnie było mam dobrze i proponowano mi komisarza WF na cały okręg Ulianowski, ale zwyciężył romantyzm, poprosiłem o kartę urlopową. 1 czerwca 1917 wyjechaliśmy do Polski. Pociąg składał się z 40 „cielęcych” wagonów, w każdym 4 rodziny, pośrodku żelazny piecyk. Mazazruta-Syzrań, Penza, Tuła, Kaługa, Smoleńsk, Witebsk. Cała droga trwała 28 dni. Nikt nie zdawał sobie sprawy z trudów, na jakie był narażony ten pierwszy pociąg z powracającymi do Ojczyzny wysiedleńcami.